# Innenheim
Innenheim település Franciaországban, Bas-Rhin megyében. Lakosainak száma 1240 fő (2022. január 1.). Innenheim Altorf, Bischoffsheim, Blaesheim, Duttlenheim és Griesheim-près-Molsheim községekkel határos.

## Népesség
A település népességének változása:
| Lakosok száma | 1126 | 1166 | 1192 | 1188 | 1188 | 1183 | 1202 | 1221 | 1240 |
|               | 2013 | 2015 | 2016 | 2017 | 2018 | 2019 | 2020 | 2021 | 2022 |